# Cactus Muziekcentrum
Cactus is een muziekcentrum en -club in de Belgische stad Brugge. Het concertaanbod bestaat uit een grote diversiteit aan mondiale muziekcultuur: van rock, reggae of roots over rai of rumba naar club, hiphop of dance en elektronica, en alles wat daartussen ligt. Daarnaast organiseert Cactus onder andere ook club- en drum 'n' bass-feestjes.
Cactus heeft een eigen concertgebouw, gelegen op het Kanaaleiland, net ten zuiden van de Brugse binnenstad. De grote concertzaal in het gebouw heeft een capaciteit tot 700 toeschouwers. Daarnaast zijn er nog het Cactus Café, gericht op kleine, experimentele concerten, en verder onder meer nog loges, kantoren en repetitieruimtes.
Tot oktober 2022 was de Magdalenazaal (Ma/Z) in Sint-Andries de vaste concertplaats van Cactus. Van dit complex was echter niet Cactus, maar de stad Brugge eigenaar. De oorspronkelijke concertzaal van Cactus, van 1994 tot 2003, bevond zich in de Sint-Jakobsstraat.
Cactus is eveneens de organisator van het Cactusfestival, een driedaags muziekfestival in het Minnewaterpark, elk jaar rond begin juli. Voorts participeerde Cactus tot en met 2022 in de organisatie van het zomers stadsfestival Moods!, met als afsluiter Benenwerk - Ballroom Brugeoise, en het atmosferische hedendaagse-muziekfestival More Music in het Concertgebouw.